# Henri Six
Henri Émile Albert Six (ur. 4 maja 1872) – szermierz reprezentujący Belgię, uczestnik letnich igrzysk olimpijskich w Londynie w 1908 roku.